# Genetta cristata
La jineta crestada (Genetta cristata) es una especie de mamífero carnívoro perteneciente a la familia Viverridae. Su nombre proviene de la pequeña cresta sobre la nuca del animal. Habita el bosque seco del sudeste de Nigeria. Su presencia continuada en el sur de Camerún, y su presencia en la República Democrática del Congo y Gabón son inciertas.
En la Lista Roja de la UICN está considerada como vulnerable, debido a la pérdida de su hábitat y la caza.
Algunos investigadores han considerado esta especie como subespecie de la jineta servalina (Genetta servalina), pero actualmente se le considera una especie propiamente dicha.